# Gonystylus confusus
Gonystylus confusus är en tibastväxtart som beskrevs av Airy Shaw. Gonystylus confusus ingår i släktet Gonystylus och familjen tibastväxter. Inga underarter finns listade i Catalogue of Life.